# Ibrahim Koné (futbolista nacido en 1989)
Ibrahim Koné (Abiyán, 5 de diciembre de 1989) es un futbolista marfileña, nacionalizado guineano, que juega en la demarcación de portero para el U. S. Boulogne de la Ligue 2.

## Selección nacional
Tras jugar con la selección de fútbol sub-20 de Costa de Marfi, y nacionalizarse guineano, hizo su debut con la selección de fútbol de Guinea el 9 de septiembre de 2018 en un partido de clasificación para la Copa Africana de Naciones de 2019 contra República Centroafricana que finalizó con un resultado de 1-0 a favor del combinado guineano tras el gol de Seydouba Soumah. Además disputó la Copa Africana de Naciones 2019.

### Participaciones en la Copa Africana de Naciones
| Copa Africana de Naciones      | Sede            | Resultado        | Partidos | Goles |
| ------------------------------ | --------------- | ---------------- | -------- | ----- |
| Copa Africana de Naciones 2019 | Egipto          | Octavos de final | 3        | 0     |
| Copa Africana de Naciones 2021 | Camerún         | Octavos de final | 0        | 0     |
| Copa Africana de Naciones 2023 | Costa de Marfil | Cuartos de final | 5        | 0     |

## Clubes
| Club                     | País            | Año       | Partidos | Goles |
| ------------------------ | --------------- | --------- | -------- | ----- |
| AS Denguélé              | Costa de Marfil | 2007-2008 | 50       | 8     |
| U. S. Boulogne           | Francia         | 2008-2013 | 8        | 0     |
| Tarbes PF                | Francia         | 2014-2016 | 40       | 0     |
| Pau F. C.                | Francia         | 2016-2019 | 68       | 0     |
| Stade Bordelais          | Francia         | 2020      | 7        | 0     |
| Żejtun Corinthians F. C. | Malta           | 2020-2021 | 4        | 0     |
| Hibernians F. C.         | Malta           | 2021-2024 | 63       | 0     |
| U. S. L. Dunkerque       | Francia         | 2024-2025 | 2        | 0     |
| U. S. Boulogne           | Francia         | 2025-     |          |       |

## Palmarés

### Títulos nacionales
| Título                  | Club             | País  | Año  |
| ----------------------- | ---------------- | ----- | ---- |
| Premier League de Malta | Hibernians F. C. | Malta | 2022 |
| Supercopa de Malta      | Hibernians F. C. | Malta | 2022 |